# Encuentro de los tres vivos y los tres muertos

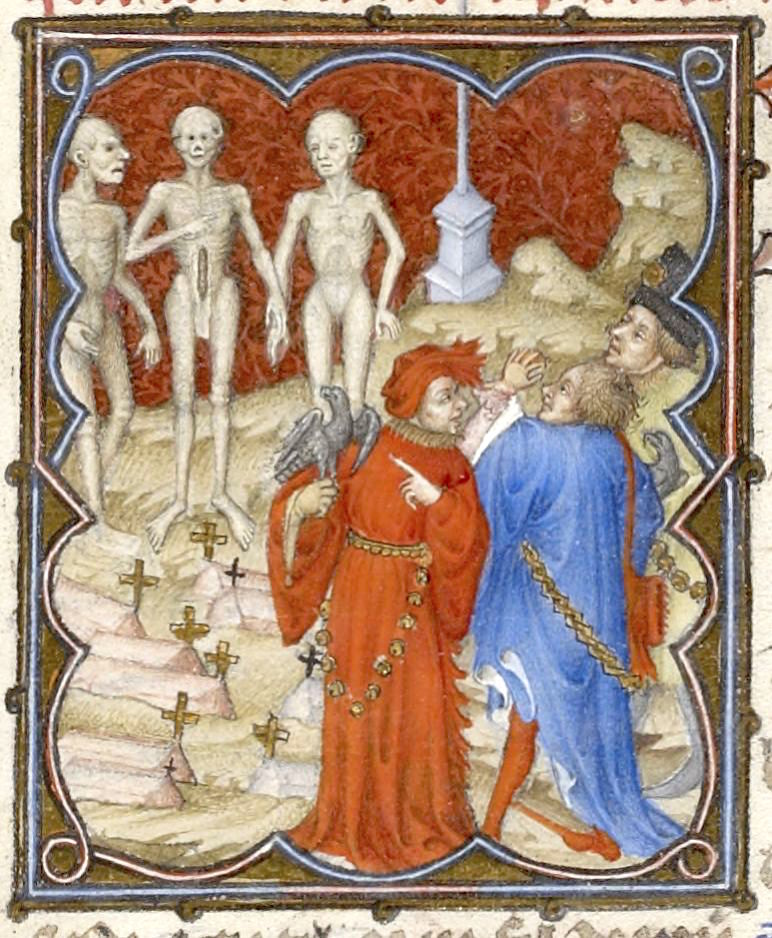
Petites heures du duc Jean de Berry fol. 282r

El encuentro de los tres vivos y los tres muertos es un tema recurrente en el arte medieval de ciertas partes de Europa. En él un grupo de caballeros o, en general, personas de buena posición social, salen de cacería y se encuentran con tres cadáveres. Se ha señalizado la casi total ausencia de este motivo en la Edad Media ibérica. Supondría una reflexión sobre la mortalidad del ser humano y la caducidad de las posesiones materiales.